# 尚絅大学

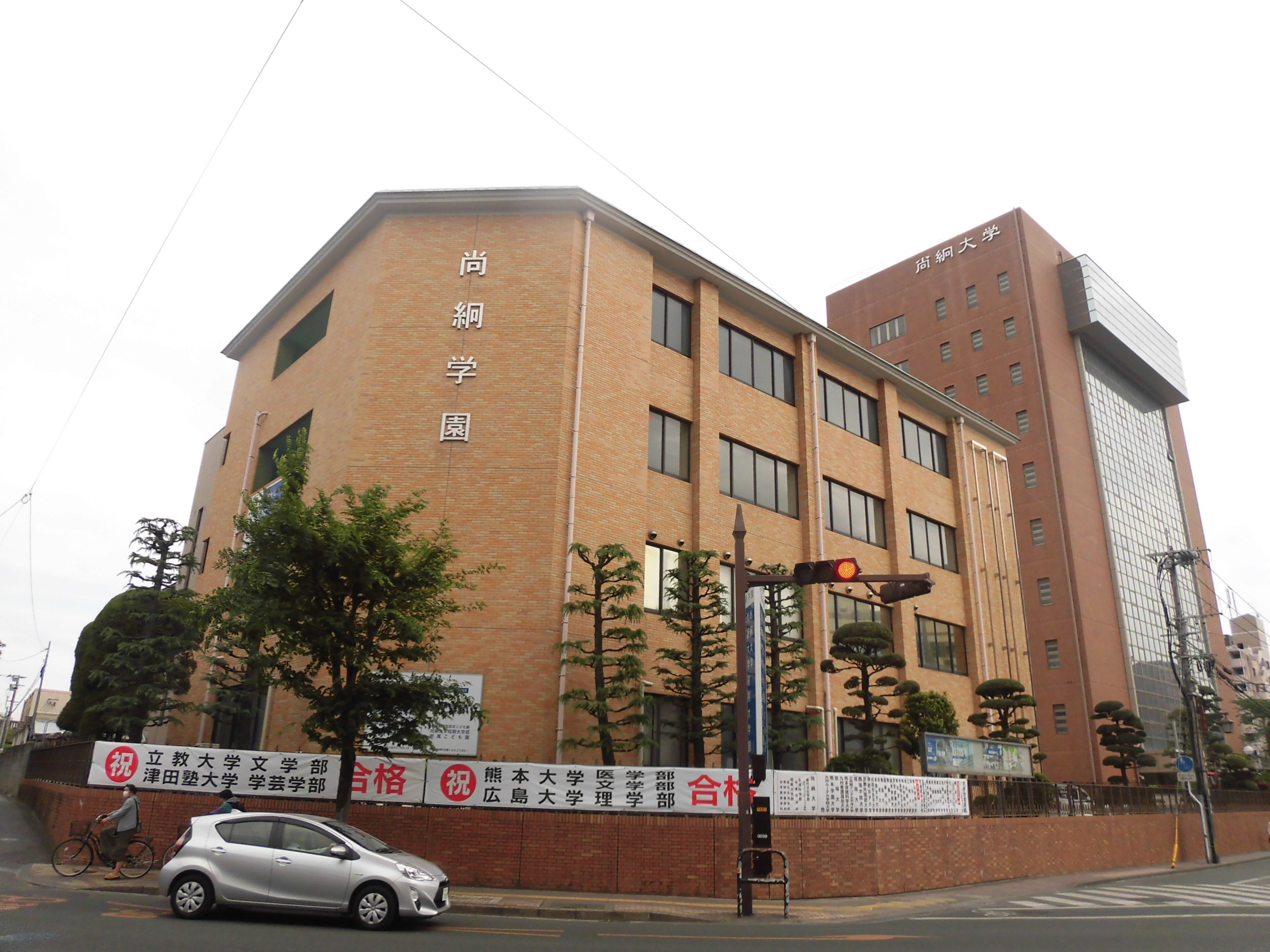
尚絅大学本部と九品寺キャンパス

尚絅大学（しょうけいだいがく、英語: Shokei University）は、熊本県熊本市中央区九品寺2丁目6-78に本部を置く日本の私立大学。1888年創立、1975年大学設置。

## 概要
熊本県で唯一の女子大学である。
大学としての歴史は昭和50年（1975年）開設（文学部国文学科および英文学科）であるが、元々は明治21年（1888年）に創設された済々黌附属女学校からの流れを汲む。昭和27年（1952年）に熊本女子短期大学（尚絅短期大学家政科）が開設され、昭和50年の尚絅大学開設を機に尚絅短期大学と名称を変更した。平成18年（2006年）に、生活科学部を開設。また、文学部は文化言語学部へ、併せて短期大学は尚絅大学短期大学部（総合生活学科、食物栄養学科、幼児教育学科）へと改組した。さらに、令和5年（2023年）には新たにこども教育学部が開設された。
九品寺（くほんじ）キャンパスと武蔵ヶ丘（むさしがおか）キャンパスで構成されており、学校法人尚絅学園が運営し、その他の機関として尚絅中学校・高等学校、尚絅大学附属こども園がある。
尚絅とは中国の古典『中庸』に引かれた詩経の一節「衣錦尚絅（（錦を衣て絅を尚ふ・にしきをきてけいをくわふ）」に基づく言葉で、「華麗な着物をまとっても、うすぎぬを掛けて、外にあらわさない」という意味。転じて、深い教養や学問を身につけていても、それを見せびらかさない奥ゆかしい女性であれとの建学の精神を表している。

## 基礎データ
- 所在
  - 武蔵ヶ丘キャンパス（旧：楡木キャンパス） - 熊本県菊池郡菊陽町武蔵ヶ丘北2-8-1 （北緯32度51分26.8秒 東経130度45分40.1秒 / 北緯32.857444度 東経130.761139度）
  - 九品寺キャンパス - 熊本県熊本市中央区九品寺2-6-78 （北緯32度47分52.5秒 東経130度43分1.2秒 / 北緯32.797917度 東経130.717000度）
- 設立：1888年
- 学長：森正人

## 沿革
- 1888年 濟々黌附属女学校として創立（濟々黌黌長・佐々友房により熊本市昇町に開校、初代校長・内藤儀十郎）
- 1891年 濟々黌から独立し、尚絅女学校と改称
- 1948年 学制改革によって尚絅高等学校発足
- 1952年 熊本女子短期大学（尚絅短期大学家政科）開設
- 1967年 熊本女子短期大学家政科を家政科家政専攻と家政科食物栄養専攻に分離
- 1968年 熊本女子短期大学幼児教育科を開設
- 1975年 尚絅大学開設（文学部国文学科・英文学科）、熊本女子短期大学を尚絅短期大学と改称
- 1993年 尚絅大学にコース制を導入
- 1996年 尚絅短期大学に専攻科・食物栄養専攻を開設
- 1997年 尚絅大学に司書課程、司書教諭課程を開講
- 2003年 学校法人尚絅学園理事長（2月）兼尚絅大学学長（4月）に江口吾朗（元熊本大学学長）が就任
- 2006年 尚絅大学に生活科学部栄養科学科を開設、文学部を文化言語学部に改組、併せて短期大学部（総合生活学科、食物栄養学科、幼児教育学科）に改組
- 2007年 モンタナ大学への留学制度（5ヵ月間）をスタート（7月）
- 2008年 尚絅大学・尚絅大学短期大学部学長に大羽宏一就任（10月）
- 2010年 文化言語学部文化言語学科に地域文化・社会コースを新設。文化言語学部文化言語学科日本文化・日本文学コースを日本文学・言語コースに改組、文化言語学部文化言語学科米英文化コースと英語コミュニケーションコースとを統合し、アメリカ・東アジア文化言語コースに改組
- 2015年 楡木キャンパスを武蔵ヶ丘キャンパスに名称変更。住所表示を熊本市北区楡木6丁目5-1から菊池郡菊陽町武蔵ヶ丘北2丁目8-1に変更。本部を熊本市北区楡木6丁目5-1から熊本市中央区九品寺2丁目8-78に移転。[1]
- 2018年 現代文化学部文化コミュニケーション学科設置。それに伴い文化言語学部文化言語学科募集停止。
- 2023年 こども教育学部こども教育学科設置。

## 学部・学科
- 現代文化学部
  - 文化コミュニケーション学科

- 生活科学部
  - 栄養科学科

- こども教育学部
  - こども教育学科

- 短期大学部
  - 総合生活学科
  - 食物栄養学科
  - 幼児教育学科

## 取得資格
- 現代文化学部
  - 文化コミュニケーション学科：司書、社会調査士等
- 生活科学部
  - 栄養科学科：栄養士免許、管理栄養士国家試験受験資格、栄養教諭一種免許状
- こども教育学部
  - こども教育学科：幼稚園教諭一種免許状、特別支援学校教諭一種免許状、保育士資格
- 短期大学部
  - 総合生活学科：中学校教諭二種免許状（家庭）、テキスタイルアドバイザー（2級）資格、情報処理士資格、フードスペシャリスト受験資格
  - 食物栄養学科：栄養士免許
  - 幼児教育学科：幼稚園教諭二種免許状、保育士資格

## 学内奨学金
- 姉妹入学金減免制度
- 緊急的授業料免除制度

## 附属機関
- 尚絅中学校・高等学校
- 尚絅大学附属こども園

## 対外関係

### 国際交流協定校[2]
- 仁徳大学校（英語版）（韓国・ソウル）
- 慈済大学（台湾・花蓮県）

## 大学関係者
- 宇野精一 - 初代・第3代学長
- 森正人 - 第8代学長